# Diễn Đoài
Diễn Đoài là một xã thuộc huyện Diễn Châu, tỉnh Nghệ An, Việt Nam.
Xã có diện tích 12,79 km², dân số năm 1999 là 7.107 người, mật độ dân số đạt 556 người/km².
Diễn đoài có 16 xóm, phía bắc giáp huyện Quỳnh Lưu,phía nam giáp xã Diễn Yên, phía đông giáp xã Diễn Trường và phía tây giáp xã Diễn Lâm
Ngày 12 tháng 7 năm 2019 sáp nhập thành 6 xóm gồm xóm Mỹ Thành (xóm 1 và xóm 2 cũ), xóm Thái Loan (xóm 4 và xóm 5 cũ), xóm Đại Đồng (xóm 6 và xóm 7 cũ), xóm Xuân Đường (xóm 8 và xóm 9 cũ), xóm Bàu Xuân (xóm 10, xóm 11 và xóm 15 cũ), xóm Xuân Sơn (xóm 14 và xóm 16 cũ) dựa theo quyết định 08/NQ-HĐND ngày 12 tháng 7 năm 2019 của HDND tỉnh Nghệ An. và giữ nguyên xóm 3, xóm 12 và xóm 13.